# Клятва (фильм, 1937)
«Клятва» («Я не предатель») — советский фильм 1936 года, снятый режиссёром Александром Усольцевым-Гарфом на киностудии «Узбекгоскино».
Первый звуковой фильм в истории узбекского кинематографа.

## Сюжет
1926 год, только что образовалась Узбекская ССР, почти разгромлено басмачество, но в одном из глухих кишлаков ещё прочно держится за власть коварный Курбан-бай. Безземельный батрак Азым усердной работой на хозяина старается выбиться в люди, покончить с извечной нищетой. И вдруг Курбан-бай вручает ему дарственную грамоту на три десятины земли. Азым не знает, что проведённая Советской властью земельная реформа лишила бая земли, и не догадываясь о причинах щедрости хозяина, он преданно служит своему благодетелю. В это время для того, чтобы дехканам и батракам воплотить земельную реформу, в кишлак прибывает направленный партией русский рабочий Андрей Кравцов и начинает организовывать в кишлаке сельсовет и колхоз. Нововведения не нравятся баям. Азим, обмануто благодарный Кубран-баю, и находящийся под его влиянием, вначале настроен против проводимых Андреем идей — коллективизации и раскрепощения женщин. Подстрекаемый баем, он пытается избить и запугать Андрея, но приказ Курбан-бая — убить Андрея, выполнить не может: курбан-бай сам убивает Андрея. Азым понимает, на чьей стороне правда, и над могилой русского рабочего — коммуниста даёт клятву до конца жизни бороться против старого уклада жизни.

## В ролях
- Ятим Бабаджанов — Курбан-бай, богатый помещик
- Асад Исматов — Азым, батрак у Курбан-бая
- Лютфи Сарымсакова — мать Азима
- Н. Ишмухамедов — Ахун-ата, старый батрак
- Шахадат Рахимова — Саодат, его жена
- Хикмат Латыпов — Хаким-раис, председатель сельсовета
- Григорий Любимов — Андрей Кравцов
- Рахим Пирмухамедов — Рахим, милиционер
- Г. Шаисаев — Гулям-ата, батрак

## Критика
Приход звука в кадр ознаменовал новую эру в узбекском кинематографе — появление звука принесло новые возможности:

В истории узбекского кино есть дата, ставшая переломным моментом для развития национального экранного искусства. В 1937 году вышла картина «Клятва». … Это была первая звуковая картина, которая позволила местным актерам раскрыть свое дарование, богатое традициями народного искусства. «Клятва», привлекшая внимание зрителей с первых дней ее появления, занимает почетное место в истории узбекского кино. Она и сегодня служит образцом яркого и глубоного отображения остросоциальных тем на экране.— Д. Тешабаев, журнал «Советский экран», № 19 за октябрь 1968 года

Период динамичного отображения действительности при помощи монтажной системы мышления меняется в первом звуковом фильме «Клятва» (1937). Здесь новые приемы построения повествования, связанные с появлением звука. В фильме «Клятва» документальность среды по-прежнему сохраняет свое значение, она входит в драматургию и органично из нее вырастает. Но, начиная с этого фильма, развитие выразительных средств определяется эволюцией образа говорящего человека.— журнал «Звезда Востока», 1972

Изменения в изобразительном мире фильма с появлением слова можно наблюдать и в первом звуковом фильме «Клятва». В этом первом опыте авторы достигают большой выразительности в синтезе пластического и словесного ряда, которые были подчинены актерскому решению образов. Острейший политический конфликт, драматический характер эволюции социального сознания главного героя — батрака Азима — носил динамичный характер. Достоверность воссозданной художником среды со всеми ее приметами времени, не довлея в изобразительном мире фильма, создавала, однако, необходимую для актера — ведущей фигуры в воплощении идейного содержания — возможность передачи реалистического образа. Простота, лаконичность решения игрового пространства, сосредоточение всех изобразительных средств вокруг действий актеров способствовали раскрытию внутренней напряженности событий, эмоционального состояния героев.— Ханджара Абул-Касымова — Кино и художественная культура Узбекистана. — Ташкент: Фан, 1991. — 146 с. — стр. 64
Высоко оценивая работу актёров:

Успехом своим «Клятва» во многом обязана актерам — узбекам, которым были близки события, описанные в фильме, понятны переживания ее героев. Правдивы и в главном и в деталях исполнители основных ролей А. Исматов, Я. Бабаджанов, Х. Латыпов, Ш. Рахимова. Запомнились в эпизодических ролях Г . Шаисаев и Л. Саримсакова. … Появление «Клятвы» стало знаменательным событием в художественной жизни Узбекистана. Фильм пользовался заслуженной популярностью и далеко за пределами республиканских экранов.— История советского кино: 1931—1941. — М.: Искусство, 1969. — стр. 463
Киноведы, однако, отмечают недостаточное использование возможностей появления звука, как слабость музыкального оформления:

Музыка композитора А. Князевского, лишенная национального колорита, была использована иллюстративно, как аккомпанемент к немой картине. Неудачен был русский перевод диалогов. Узбекские пословицы и поговорки передавались в нем дословно, и потому теряли в переводе всю свою остроту и выразительность.— История советского кино: 1931—1941. — М.: Искусство, 1969. — стр. 463

В музыке Князевского есть удачные куски (например, батрацкий марш) . Но в целом композитор не учел особенностей звукового кино и не смог избежать иллюстративных приемов немого кинематографа. Сценарий фильма требовал от композитора широкого использования народных мелодий.— Вопросы киноискусства, 1964
Также назван неудачным перевод в версии картины на русский язык, из-за чего получался бессмысленный набор слов:

Сценаристы широко использовали узбекские поговорки и пословицы, в диалогах стремились к лаконичности и простоте. И в этом они достигли определенного успеха . Узбекский вариант фильма по своему звучанию (особенно в диалогах) намного лучше русского. При тонировании в русском варианте на том уровне техники трудно было добиться совпадения произносимых слов с артикуляцией актеров. Узбекский текст на русский язык переводился примитивно, часто дословно. Это было особенно заметно при переводе идиом. Так, например, герои фильма произносили нелепые фразы: «Хватайте ноги в руки и бегите на собрание», «Курбанбай нашу лепешку половинкой сделает», «Старая крыса каламуш уже сдала свою нору за тысячу танга». Поговорки и пословицы в узбекском языке в лаконичной форме точно и образно выражают определенную мысль.— Вопросы киноискусства, 1964
Но в целом опыт киностудии по созданию первого звукового фильма признан успешным:

Диалоги в «Клятве» порой глушатся натурными звуками. Звукооператору не всегда удается сохранить нюансы и тембровые оттенки речи актёров. Это объясняется технической маломощностью студии. Но в целом звук в «Клятве» был верно применен для выражения психологии людей, для раскрытия содержания фильма.

«Клятва» явилась переломным этапом в истории узбекского кино. Она коренным образом повлияла на его дальнейшее развитие.— Вопросы киноискусства, 1964